# Aeranthes virginalis
Aeranthes virginalis är en orkidéart som beskrevs av D.L.Roberts. Aeranthes virginalis ingår i släktet Aeranthes och familjen orkidéer.
Artens utbredningsområde är Komorerna. Inga underarter finns listade i Catalogue of Life.